# Carlo Franchi
Carlo Franchi (1 de janeiro de 1938 – 14 de janeiro de 2021),  mais conhecido por Gimax, foi um automobilista italiano.
Participou da temporada de 1978 da Fórmula 1, pela equipe Surtees, quando já tinha 40 anos de idade. Inscreveu-se apenas para o GP da Itália, mas não conseguiu se qualificar para a corrida.

## Carreira
Gimax participou de sua primeira corrida de supercarro no campeonato mundial em 1 000 Km Monza em 1974, onde terminou em 21º em um Chevron B23-Cosworth compartilhado com Laurent Ferrier. Nos dez anos seguintes participou em inúmeras outras competições internacionais na Itália, onde sempre competiu sob o pseudônimo de "Gimax".
Em sua estreia na Fórmula 2 em Vallelunga em 1975, ele terminou em 10º em um velho Trivellato March-BMW. Gimax então terminou em terceiro na etapa Enna - Pergusa da Targa Florio 1976 junto com Stanislao Sterzel em um março 75S-BMW, depois que todos os carros oficiais (exceto este) se retiraram da corrida do Grupo Seis do Campeonato Mundial. 
Apesar de sua carreira de baixo nível até então, Gimax foi chamado para a Fórmula 1 para substituir o ferido Rupert Keegan no Grande Prêmio da Itália de 1978, mas seu carro Durex Surtees TS20-Ford provou ser um desastre e acabou sendo o o piloto mais lento na qualificação (28º tempo), falhando assim em se qualificar para a corrida. 
Ele também correu no ano seguinte no Grande Prêmio Dino Ferrari em Imola, não válido para o campeonato mundial. 
Em 1979 e 1980 Gimax competiu no menos exigente campeonato britânico de Fórmula Aurora com a equipe de Dave Price: companheiro de equipe do lendário campeão do motociclismo Giacomo Agostini, sua Williams FW06-Ford nunca lutou pelo pódio, mesmo tendo terminado em quarto em Monza na segunda temporada.
Gimax continuou a correr com carros esportivos por mais cinco temporadas e seu Osella-BMW terminou em terceiro nas 6 Horas de Mugello em 1980 e nos 1 000 km de Monza em 1981.
Ele se aposentou do esporte em 1984.

## Morte
Morreu no dia 14 de janeiro de 2021, aos 83 anos de idade.